# 日本基督教団総会一覧
日本基督教団総会一覧（にほんきりすときょうだんそうかいいちらん）は、日本基督教団の創立時からの総会の一覧である。

## 教団総会
- 1941年6月　創立総会　日本基督教団富士見町教会にて行われて富田満が教団統理に阿部義宗が総会議長に選出される。
- 1942年11月　第一回総会
- 1943年11月　第二回総会
- 1946年6月　第三回（臨時）総会
- 1946年10月　第四回総会
- 1948年10月　第五回総会
- 1950年10月　第六回総会
- 1952年10月　第七回総会
- 1954年10月　第八回総会
- 1956年10月　第九回総会
- 1958年10月　第十回総会
- 1960年10月　第十一回総会
- 1962年10月　第十二回総会
- 1964年10月　第十三回総会
- 1966年10月　第十四回総会
- 1968年10月　第十五回総会
- 1969年11月　第十六回（臨時）総会
- 1973年11月　第十七回総会　箱根小涌園
- 1974年12月　第十八回総会
- 1976年11月　第十九回総会
- 1978年11月　第二十回総会
- 1980年11月　第二十一回総会
- 1982年11月　第二十二回総会
- 1984年11月　第二十三回総会 ホーリネス弾圧事件について旧ホーリネス系の団体の関係者を招いて謝罪をする。
- 1986年11月　第二十四回総会
- 1988年11月　第二十五回総会
- 1990年11月　第二十六回総会
- 1992年11月　第二十七回総会
- 1993年3月　第二十八回（臨時）総会
- 1994年11月　第二十九回総会
- 1996年11月　第三十回総会
- 1998年11月　第三十一回総会
- 2000年10月　第三十二回総会
- 2002年10月　第三十三回総会
- 2004年10月　第三十四回総会
- 2006年10月　第三十五回総会
- 2008年10月　第三十六回総会　池袋ホテルメトロポリタン